# Ampelografija
Ampelografija (starogrško starogrško Αμπελος: ampelos - trta, starogrško γραφος: graphos - opisovanje) je znanstvena veda, ki proučuje in opisuje vrste družine vinikovk in sorte vinske trte. Prve opise sort v literaturi najdemo v delih rimskih piscev Plinija in Columelle. Izraz ampelografija je prvi uporabil F. J. Sachs v Leipzigu leta 1661, in sicer za prvo delo iz tega področja, zato ga tudi upravičeno štejemo za začetnika ampelografije nasploh. Znanstvene temelje ampelografije pa je postavil Simon de Clemente leta 1807 pri opisu andaluzijskih sort. Temeljito preučevanje sort, njihovo detajlno opisovanje in sistemizacija so nastopili šele v 19. stoletju. Te klasifikacije so v največji meri narejene na osnovi karakteristik naslednjih rastlinskih delov: lista (razdeljenost, poraščenost in velikost); grozda (oblika, zbitost in velikost); jagode (oblika, velikost, barva, okus in čas dozorevanja). 
V okviru identifikacijskih postopkov se uporabljajo različne metode, največkrat OIV deskriptorji, ki jih je izdala mednarodna organizacija za vino in vinsko trto (OIV). Z deskriptorji opisujemo morfološke značilnosti posamezne sorte vinske trte. Poleg opisnih deskriptorjev se v zadnjih letih uporablja ampelometrične deskriptorje, ki opisujejo meritve ki jih opravimo na glavnih žilah lista in koti med njimi. Veliko bolj natančna metoda, ki se enako pogosto uporablja je analiza mikro satelitov (SSR markerji), vendar je dražja in primernejša za uporabo ko med proučevanimi sortami ni velikih morfoloških razlik.  